# Keats-Shelley House

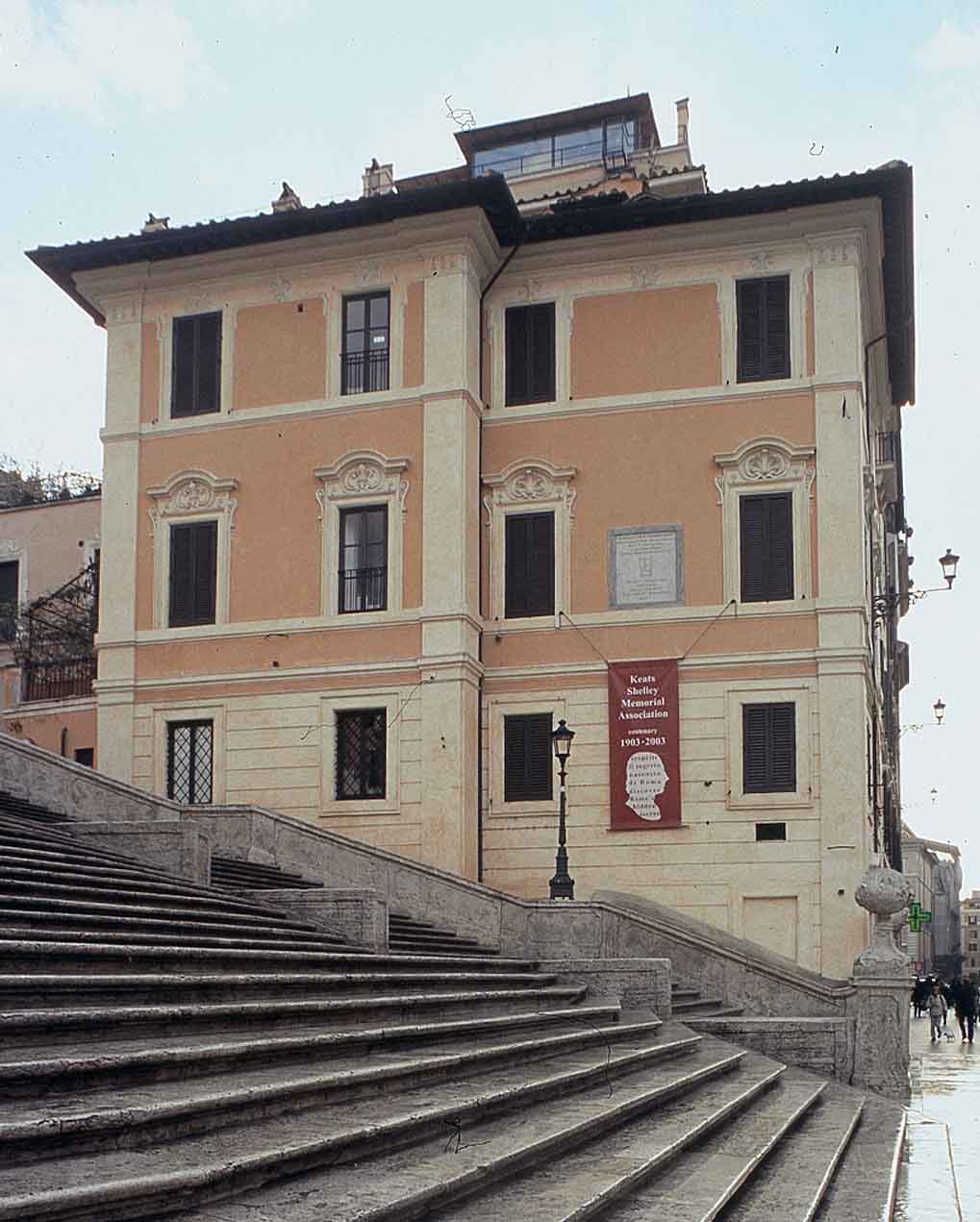
Het “Keats-Shelley” huis, aan de voet van de Spaanse Trappen

Het Keats-Shelley House is een openbaar literatuurmuseum in Rome, gewijd aan de romantische Engelse dichters John Keats en Percy Bysshe Shelley, gelegen aan de Piazza di Spagna, aan de voet van de Spaanse Trappen. Het huis dateert van 1724-1725 en is gebouwd naar een ontwerp van Francesco de Sanctis, als onderdeel van de bouw van de Spaanse Trappen.
Van november 1820 tot aan zijn dood op 23 februari 1821 bewoonde John Keats drie kamers in het huis, samen met zijn vriend Joseph Severn. Aan het einde van de negentiende eeuw woonde ook de Zweedse psychiater en schrijver Axel Munthe een aantal jaren in het huis en hield er ook praktijk. Na een initiatief van de Amerikaanse diplomaat-schrijver Robert Underwood Johnson werd het huis in 1909 door koning Victor Emanuel III van Italië officieel geopend als het 'Keats-Shelley Memorial House'.
Behalve manuscripten, brieven en andere items en bijzonderheden (‘memorabilia’) van Keats en Shelley zijn in het museum ook manuscripten te vinden van onder anderen Lord Byron, Mary Shelley, Robert Browning, William Wordsworth en Oscar Wilde, alsook schilderijen van Joseph Severn. Het museum omvat ook een bibliotheek van meer dan 8000 boeken, waaronder veel zeldzame eerste drukken van genoemde schrijvers, alsook werken uit de persoonlijke collecties van Keats en Shelley. Tijdens de Tweede Wereldoorlog, in 1943-1944, werden de topstukken van het museum en de meest bijzondere banden uit de bibliotheek ondergebracht in de Abdij van Monte Cassino, om te voorkomen dat ze in de handen van de Duitsers zouden vallen.